# Arto Lindsay
Arto Lindsay, (Richmond, 1953. május 28. –) amerikai gitáros, énekes, zeneszerző; „no wave” előadó.

## Pályafutása
Lindsay az Egyesült Államokban született, Brazíliában nőtt fel. Tagja volt az 1970-es évek úttörő no wave együttesének. Az 1980-as években megalakította az Ambitious Lovers együttest.
Jellegzetes lágy hangja van, és gyakran zajos, autodidakta gitárstílusa szinte teljes egészében nem szokványos, kiterjesztett technikákból áll.
Az 1970-es évek végén Ikue Morival és Robin Crutchfielddel létrehozta a no wave band DNS-t. Az 1980-as évek elején Lindsay szerepelt a The Lounge Lizards és a The Golden Palominos korai albumain. "Sosem vesztette el érdeklődését a furcsaságok iránt" − írta Robert Christgau.
A Lounge Lizards után Lindsay és Peter Scherer billentyűs megalakította az Ambitious Lovers együttest. Zenéjükben a popzenei, a szamba és a bossa nova hatások voltak.

## Albumok
- 1984: Envy
- 2990: Pretty Ugly
- 1995: Aggregates 1-26
- 1996: Mundo Civilizado
- 1996: Subtle Body
- 1998: Noon Chill
- 1999: Prize
- 2000: Ecomixes
- 2002: Invoke
- 2004: Salt
- 2009: Anarchist Republic of Bzzz
- 2014: Scarcity
- 2017: Cuidado Madame
- 2020: Largest Afternoon
- 2024: Types of Ambiguity: A Parade